# Podaci (računarstvo)
Podaci su svaka sekvenca od jednog ili više simbola kojoj je dato značenje određenim aktima tumačenja. Podacima je neophodna interpretacija da bi postali informacije. Za prevođenje podataka u informacije mora se uzeti u obzir nekoliko poznatih faktora. Uključene faktore određuje kreator podataka i željene informacije. Izraz metapodaci koristi se za referenciranje podataka o datim podacima. Metapodaci mogu da budu podrazumevani, precizirani ili dati. Podaci koji se odnose na fizičke događaje ili procese takođe imaju vremensku komponentu. U skoro svim slučajevima ova vremenska komponenta se podrazumeva. To je slučaj kada uređaj poput zapisivača temperature prima podatke od temperaturnog senzora. Kada se temperatura primi pretpostavlja se da podaci imaju vremensku referencu „sada“. Stoga uređaj zajedno beleži datum, vreme i temperaturu. Kada zapisivač podataka izveštava temperature, mora se takođe izvestiti datum i vreme (metapodaci) za svaku temperaturu.
Digitalni podaci su podaci koji su predstavljeni pomoću sistema binarnih brojeva od jedinica (1) i nula (0), za razliku od analognog predstavljanja. U modernim računarskim sistemima (posle 1960) svi podaci su digitalni. Podaci u računaru se u većini slučajeva kreću kao paralelni podaci. Podaci koji se kreću ka računaru ili sa njega uglavnom se kreću kao serijski podaci. Pogledajte paralelnu komunikaciju i serijsku komunikaciju. Podaci dobijeni sa analognog uređaja, kao što je temperaturni senzor, moraju proći kroz „pretvarač analognog u digitalno” ili „ADC” (pogledajte analogno digitalni konvertor) da bi se pretvorili analogni podaci u digitalne podatke.
Podaci koji predstavljaju količine, znakove ili simbole nad kojima računar obavlja operacije pohranjuju se i beleže na magnetnim, optičkim ili mehaničkim medijumima za snimanje i prenose u obliku digitalnih električnih signala.
Program je set podataka koji se sastoje od serije kodiranih softverskih instrukcija za kontrolisanje operacija kompjutera ili druge mašine. Elementi fizičke memorije računara sastoje se od adrese i bajtova/reči za čuvanje podataka. Digitalni podaci često se čuvaju u relacijskim bazama podataka, kao tabele ili SQL baze podataka, i generalno se mogu predstaviti kao apstraktni parovi ključ/vrednost.
Podaci se mogu organizovati u mnogo različitih tipova struktura podataka, uključujući nizove, grafove i objekte. Strukture podataka mogu da skladište podatke različitih tipova, uključujući brojeve, niske, kao i druge strukture podataka. Podaci ulaze i izlaze iz računara preko perifernih uređaja.
U alternativnoj upotrebi, binarne datoteke (koje nisu čitljive ljudima) ponekad se nazivaju „podacima”, za razliku od „teksta” koji se može čitati. Ukupna količina digitalnih podataka u 2007. godini procenjena je na 281 milijardi gigabajta (= 281 eksabajta). Digitalni podaci dolaze u ova tri stanja: podaci u mirovanju, podaci u tranzitu i podaci u upotrebi.

## Karakteristike
Metapodaci pomažu u prevođenju podataka u informacije. Metapodaci su podaci o podacima. Metapodaci se mogu podrazumevati, specificirati ili dati.
Podaci koji se odnose na fizičke događaje ili procese imaće vremensku komponentu. Ova vremenska komponenta se može podrazumevati. Ovo je slučaj kada uređaj kao što je registrator temperature prima podatke od temperaturnog senzora. Kada se temperatura primi, pretpostavlja se da podaci imaju vremensku referencu, sada. Dakle, uređaj snima datum, vreme i temperaturu zajedno. Kada snimač podataka saopštava temperature, on takođe mora prijaviti datum i vreme kao metapodatke za svako očitavanje temperature.
U osnovi, računari prate niz instrukcija koje su im date u obliku podataka. Skup instrukcija za obavljanje datog zadatka (ili zadataka) naziva se program. Program je podatak u obliku kodiranih instrukcija za kontrolu rada računara ili druge mašine. U nominalnom slučaju, program, kako ga izvršava računar, sastojaće se od mašinskog koda. Elementima skladištenja kojima manipuliše program, ali ih zapravo ne izvršava centralna procesorska jedinica (CPU), takođe su podaci. U najvažnijoj formi, jedinični podatak je vrednost uskladištena na određenoj lokaciji. Stoga je moguće da kompjuterski programi rade na drugim računarskim programima, manipulišući njihovim programskim podacima.
Da bi se sačuvali bajtove podataka u datoteci, oni moraju biti serijalizovani u formatu datoteke. Obično se programi čuvaju u posebnim tipovima datoteka, različitim od onih koji se koriste za druge podatke. Izvršne datoteke sadrže programe; sve ostale datoteke su takođe datoteke podataka. Međutim, izvršne datoteke takođe mogu sadržati podatke koje koristi program koji su ugrađeni u program. Konkretno, neke izvršne datoteke imaju segment podataka, koji nominalno sadrži konstante i početne vrednosti za promenljive, obe od kojih se mogu smatrati podacima.
Linija između programa i podataka može postati nejasna. Interpretator je, na primer, program. Ulazni podaci za interpreter su sami po sebi program, samo ne onaj koji je izražen na autohtonom mašinskom jeziku. U mnogim slučajevima, interpretirani program će biti tekstualna datoteka čitljiva ljudima, kojom se manipuliše pomoću programa za uređivanje teksta. Metaprogramiranje na sličan način uključuje programe koji manipulišu drugim programima kao podacima. Programi poput kompajlera, linkera, debagera, ažurivača programa, skenera virusa i sličnih koriste druge programe kao svoje podatke.
Na primer, korisnik bi prvo mogao da naloži operativnom sistemu da učita program za obradu teksta iz jedne datoteke, a zatim da koristi pokrenuti program da otvori i uredi dokument uskladišten u drugoj datoteci. U ovom primeru, dokument bi se smatrao podacima. Ako procesor teksta ima i proveru pravopisa, onda bi se rečnik (lista reči) za proveru pravopisa takođe smatrao podacima. Algoritmi koje koristi provera pravopisa da predloži ispravke bili bi ili podaci mašinskog koda ili tekst u nekom interpretabilnom programskom jeziku.
U alternativnoj upotrebi, binarne datoteke (koje nisu čitljive ljudima) se ponekad nazivaju podacima za razliku od teksta čitljivog ljudima.
Ukupna količina digitalnih podataka u 2007. procenjena je na 281 milijardu gigabajta (281 eksabajt).

## Literatura
- Karolin Kappler; Jan-Felix Schrape; Lena Ulbricht; Johannes Weyer (2018). „Societal Implications of Big Data”. KI – Künstliche Intelligenz. св. 32 бр. 1. Springer. doi:10.1007/s13218-017-0520-x..
- Peter Kinnaird; Inbal Talgam-Cohen, ур. (2012). „Big Data”. ACM Crossroads student magazine. XRDS: Crossroads, The ACM Magazine for Students. св. 19 бр. 1. Association for Computing Machinery. ISSN 1528-4980. OCLC 779657714.
- Jure Leskovec; Anand Rajaraman; Jeffrey D. Ullman (2014). Mining of massive datasets. Cambridge University Press. ISBN 9781107077232. OCLC 888463433.
- Viktor Mayer-Schönberger; Kenneth Cukier (2013). Big Data: A Revolution that Will Transform how We Live, Work, and Think. Houghton Mifflin Harcourt. ISBN 9781299903029. OCLC 828620988.
- Press, Gil (9. 5. 2013). „A Very Short History Of Big Data”. forbes.com. Jersey City, NJ: Forbes Magazine. Приступљено 17. 9. 2016.
- „Big Data: The Management Revolution”. hbr.org. Harvard Business Review.
- O'Neil, Cathy (2017). Weapons of Math Destruction: How Big Data Increases Inequality and Threatens Democracy. Broadway Books. ISBN 978-0553418835.
- P. Beynon-Davies (2002). Information Systems: An introduction to  informatics in organisations. Basingstoke, UK: Palgrave Macmillan. ISBN 0-333-96390-3.
- P. Beynon-Davies (2009). Business information systems. Basingstoke, UK: Palgrave. ISBN 978-0-230-20368-6.
- P. Checkland and S. Holwell (1998). Information, Systems, and Information Systems: Making Sense of the Field. Chichester, West Sussex: John Wiley & Sons. стр. 86–89. ISBN 0-471-95820-4.
- Dedić, N.; Stanier, C. (2017). „Towards Differentiating Business Intelligence, Big Data, Data Analytics and Knowledge Discovery”. Innovations in Enterprise Information Systems Management and Engineering. Lecture Notes in Business Information Processing. 285. Berlin ; Heidelberg: Springer International Publishing. стр. 114—122. ISBN 978-3-319-58800-1. ISSN 1865-1356. OCLC 909580101. doi:10.1007/978-3-319-58801-8_10.
- Dourish, Paul (2004). Where the Action is: The Foundations of Embodied Interaction. MIT Press. стр. 7. ISBN 0-262-54178-5. Приступљено 2023-03-05.
- Gates, William "Bill" Henry, Personal communication (NB. According to Шаблон:Citeref.)
- Harris, David; Harris, Sarah L. (2007). Digital Design and Computer Architecture. Morgan Kaufmann Publishers. ISBN 978-0-12-370497-9. Приступљено 2023-03-05.

## Spoljašnje veze
- Reinsel, David; Gantz, John; Rydning, John (13. 4. 2017). „Data Age 2025: The Evolution of Data to Life-Critical” (PDF). seagate.com. Framingham, MA, US: International Data Corporation. Приступљено 2. 11. 2017.